# Amiuk
Amiuk war eine armenische Provinz und Festung im Königreich Vaspurakan. Der Geschichtsschreiber Thomas Artsruni beziehungsweise sein anonymer Fortsetzer charakterisiert die Festung als uneinnehmbar, dem Himmel nahe und daher Nackenschmerzen verursachend.
Nach dem Fall von Van 1054 waren Amiuk und Achtamar laut Thomas Artsruni die letzte Zuflucht der armenischen Christen. Der Kommandeur der Festung war Abdul Mseh (Abdlmseh), Sohn des Theodorus (Tʿornik) aus der Provinz Amiuk und dem Geschlecht der Artsruni. Er trug laut Thomas Artsruni den byzantinischen Titel eines Proto-Kuropalates.